# Pokrzywnik (powiat lwówecki)
Pokrzywnik (do 1945 r. niem. Riemendorf) – wieś w Polsce położona w województwie dolnośląskim, w powiecie lwóweckim, w gminie Lubomierz.

## Położenie

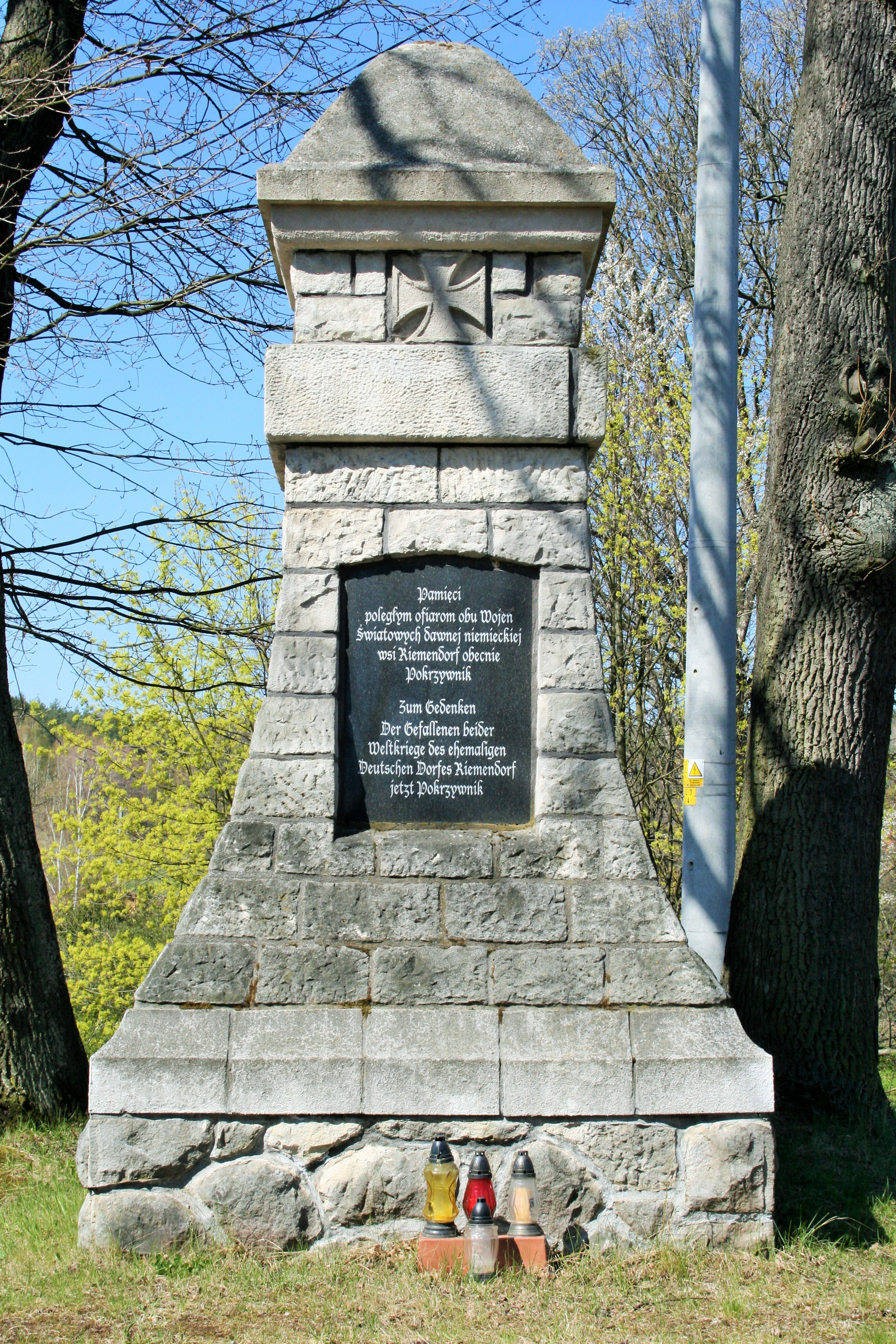
Pomnik poległych niemieckich mieszkańców wsi na frontach I i II wojny światowej

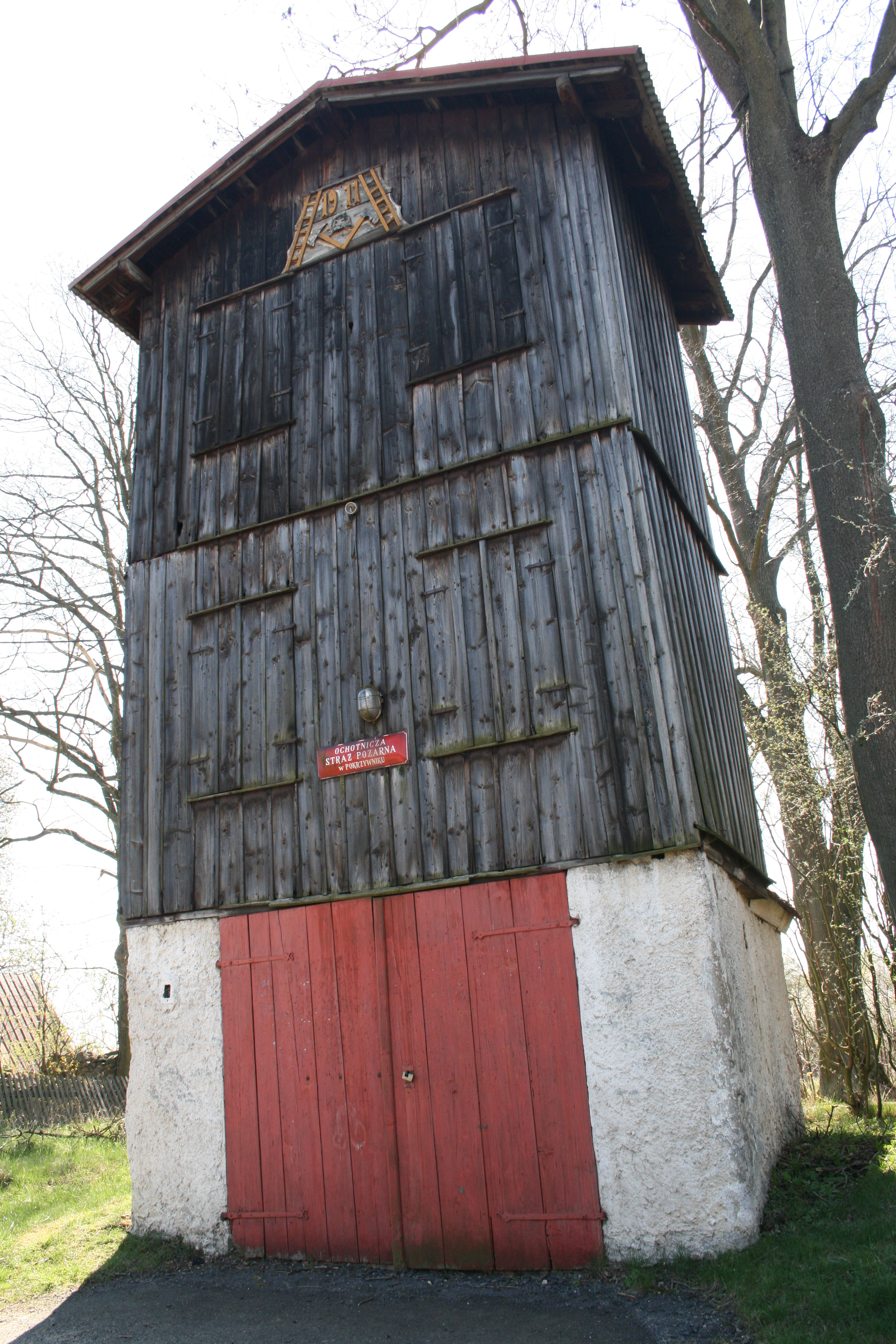
Remiza OSP

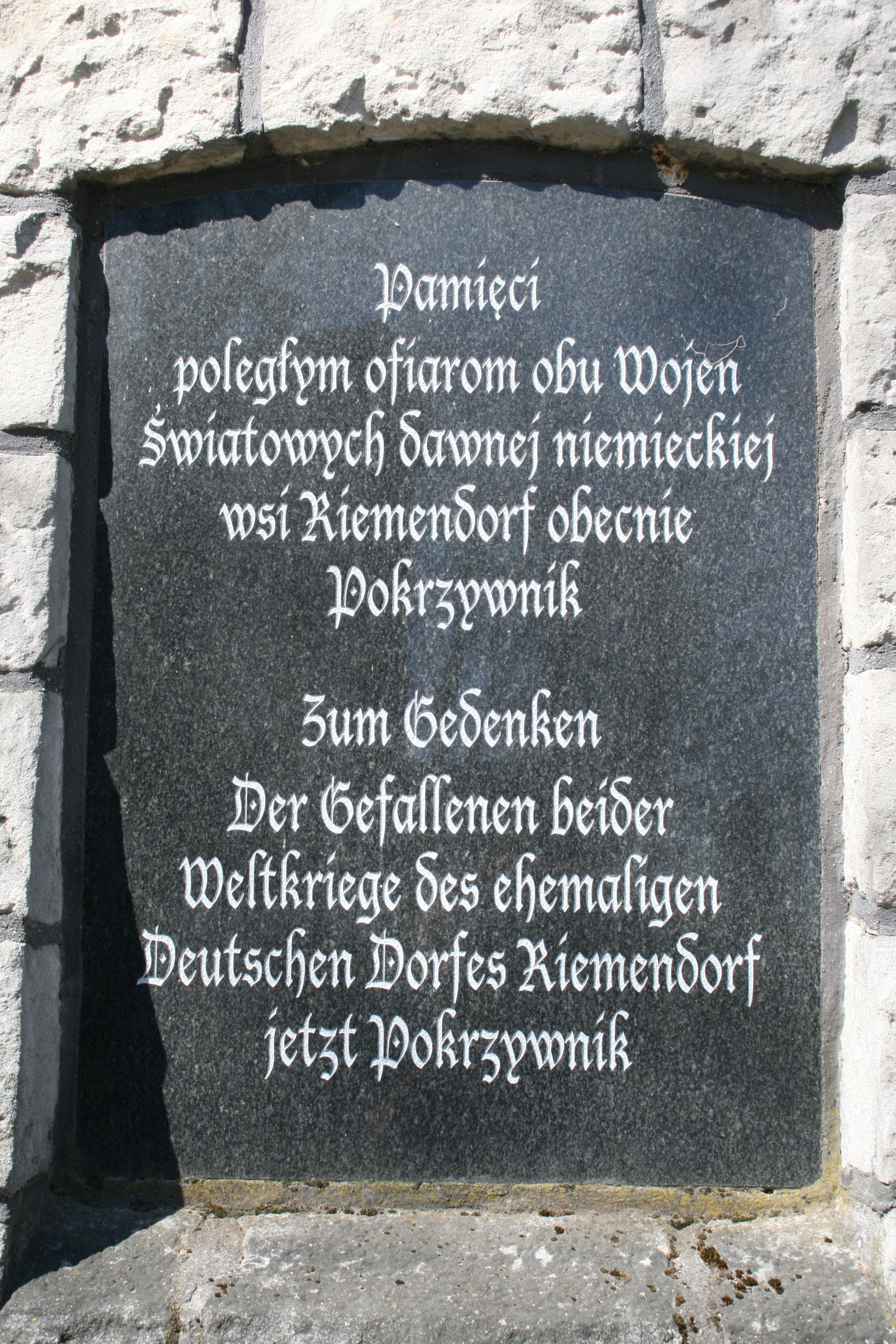
Tablica na pomniku

Pokrzywnik to niewielka wieś leżąca na Pogórzu Izerskim, na południowo-wschodnim skraju Wzgórz Radomickich, na wysokości około 330–370 m n.p.m.

## Podział administracyjny
W latach 1975–1998 miejscowość należała administracyjnie do województwa jeleniogórskiego.

## Demografia
Według Narodowego Spisu Powszechnego (III 2011 r.) liczył 79 mieszkańców. Jest najmniejszą miejscowością gminy Lubomierz.